# Amenfi Central District
Koordinaten: 5° 38′ N, 2° 15′ W
Der Distrikt Amenfi Central liegt im Südwesten Ghanas in der Western Region. Er grenzt im Norden an den Bibiani/Anhwiaso/Bekwai District, im Osten an den Wassa Amenfi East District, im Südosten an den Prestea-Huni Valley District, im Süden an den Nzema East District und den Ellembelle District und im Westen an den Amenfi West District.
Das Klima des Amenfi Central Distriktes wird als äquatoriales Monsunklima bezeichnet. Es ist gekennzeichnet durch zwei Regenzeiten, die April – Juli und September – November auftreten. Im Jahresdurchschnitt fallen mehr als 1.600 mm Niederschlag, die trockenste Zeit im Jahr ist Dezember – Januar. In Amenfi Central gibt es noch etwas verbliebenen Regenwald, die Bura River Forest Reserve. Die Entwässerung des welligen Distriktgebietes erfolgt über die Flüsse Tano und Ankobra.
Im Distrikt lebten zum Zeitpunkt der Volksbefragung von 2021 119.117 Menschen, davon 18.548 in Städten und 100.569 im ländlichen Bereich. Die mittlere Siedlungsdichte betrug 74 Personen/km². Der Hauptteil der Bevölkerung ist von seinem Ursprung her Wasa. Die am häufigsten gesprochene Sprache ist Twi. Mehr als 80 % der Einwohner gaben an, christlichen Glaubens zu sein.